# Német labdarúgó-bajnokság (másodosztály)
A 2. Bundesliga a német labdarúgó-bajnokság másodosztálya, melyben 18 csapat vesz részt. A német bajnoki rendszerben a liga közvetlen a Bundesligát követő szinten helyezkedik el.

## Története
1974-ben megalapították a Bundesliga második vonalát. A teljes mezőnyt 40 klub alkotta, melyeket két osztályba soroltak (Nord és Süd, azaz északi és déli csoportba). Ezen csapatok a Bundesligába való felkerülésért versengtek egymással. 1981-ben átszervezték a bajnokságot, és létrehoztak egy 20 csapatos, egységes Bundesliga 2-t. Az 1991–1992-es szezonban a korábbi NDK klubjai is részt vehettek a ligában. Emiatt kibővítették a pontvadászatot, és visszatértek a két csoportra osztott lebonyolítási rendszerhez, melyben mindkét osztály egyaránt 12 csapatos volt. Az 1992–1993-as idény jelentős szezonnak minősült, mivel innentől ismét csak egy csoportból állt a bajnokság, 24 részt vevő csapattal működve. 1994–1995 óta a másodosztály küzdelmei mindössze 18 csapat részvételével zajlanak.
A 2004–2005-ös idény alatt robbant ki a 2005-ös német bundabotrány, melyben a Regionalliga mellett számos Bundesliga 2-es mérkőzés is érintett volt, amiket Robert Hoyzer játékvezetése mellett rendeztek meg. Emiatt az LR Ahlen és az SV Wacker Burghausen közötti mérkőzés újrajátszását rendelték el, melyet 2005. április 27-én játszottak le ismét.
A 2009–2010-es szezon megkezdése előtt a bajnokság legsikeresebb csapata a Fortuna Köln volt, amely a lehetséges megszerezhető 2 910 pontjából 1 376-ot gyűjtött be (jelenleg az Alemannia Aachen vezet 1381 ponttal). A Fortuna Köln egy másik rekordot is magáénak tudhat. A Bundesliga 2 1974-es  megalakulásától kezdve 2000-ig összesen 26 egymást követő idényt töltött a másodosztályban, amely ebben a tekintetben a leghosszabb sorozatnak számít.

## A 2018–2019-es szezon csapatai
| - Erzgebirge Aue - 1. FC Union Berlin - Arminia Bielefeld - VfL Bochum - Darmstadt 98 - Dynamo Dresden - MSV Duisburg - SpVgg Greuther Fürth - Hamburger SV | - 1. FC Heidenheim - Ingolstadt - Holstein Kiel - 1. FC Köln - 1. FC Magdeburg - SC Paderborn 07 - Jahn Regensburg - SV Sandhausen - FC St. Pauli |

## Eddigi bajnokok

### 1974–1981 között

#### 2. Bundesliga Nord
| Szezon    | Bajnok                 | Ezüstérmes             | Bronzérmes      |
| --------- | ---------------------- | ---------------------- | --------------- |
| 1974–1975 | Hannover 96            | Bayer Uerdingen        | FC St. Pauli    |
| 1975–1976 | Tennis Borussia Berlin | Borussia Dortmund      | Preußen Münster |
| 1976–1977 | FC St. Pauli           | Arminia Bielefeld      | Wuppertaler SV  |
| 1977–1978 | Arminia Bielefeld      | Rot-Weiß Essen         | Preußen Münster |
| 1978–1979 | Bayer Leverkusen       | Bayer Uerdingen        | Preußen Münster |
| 1979–1980 | Arminia Bielefeld      | Rot-Weiß Essen         | Hannover 96     |
| 1980–1981 | Werder Bremen          | Eintracht Braunschweig | Hertha BSC      |

#### 2. Bundesliga Süd
| Szezon    | Bajnok            | Ezüstérmes        | Bronzérmes          |
| --------- | ----------------- | ----------------- | ------------------- |
| 1974–1975 | Karlsruher SC     | FK Pirmasens      | FC Schweinfurt 05   |
| 1975–1976 | 1. FC Saarbrücken | 1. FC Nürnberg    | FC Homburg          |
| 1976–1977 | VfB Stuttgart     | TSV 1860 München  | Kickers Offenbach   |
| 1977–1978 | SV Darmstadt 98   | 1. FC Nürnberg    | FC Homburg          |
| 1978–1979 | TSV 1860 München  | SpVgg Bayreuth    | VfR Wormatia Worms  |
| 1979–1980 | 1. FC Nürnberg    | Karlsruher SC     | Stuttgarter Kickers |
| 1980–1981 | SV Darmstadt 98   | Kickers Offenbach | Stuttgarter Kickers |

### 1981–1991 között
| Szezon    | Bajnok              | Ezüstérmes         | Bronzérmes          |
| --------- | ------------------- | ------------------ | ------------------- |
| 1981–1982 | Schalke 04          | Hertha BSC         | Kickers Offenbach   |
| 1982–1983 | SV Waldhof Mannheim | Kickers Offenbach  | Bayer Uerdingen     |
| 1983–1984 | Karlsruher SC       | Schalke 04         | MSV Duisburg        |
| 1984–1985 | 1. FC Nürnberg      | Hannover 96        | 1. FC Saarbrücken   |
| 1985–1986 | FC Homburg          | Blau-Weiss Berlin  | Fortuna Köln        |
| 1986–1987 | Hannover 96         | Karlsruher SC      | FC St. Pauli        |
| 1987–1988 | Stuttgarter Kickers | FC St. Pauli       | SV Darmstadt 98     |
| 1988–1989 | Fortuna Düsseldorf  | FC Homburg         | 1. FC Saarbrücken   |
| 1989–1990 | Hertha BSC          | SG Wattenscheid 09 | 1. FC Saarbrücken   |
| 1990–1991 | Schalke 04          | MSV Duisburg       | Stuttgarter Kickers |

### 1991–1992
| Szezon    | Bajnok             | Ezüstérmes    | Bronzérmes |
| 1991–1992 | Bayer 05 Uerdingen | VfB Oldenburg | Hertha BSC |

| Szezon    | Bajnok            | Ezüstérmes          | Bronzérmes  |
| 1991–1992 | 1. FC Saarbrücken | SV Waldhof Mannheim | SC Freiburg |

### 1992–től
| Szezon    | Bajnok                   | Ezüstérmes               | Bronzérmes             |
| --------- | ------------------------ | ------------------------ | ---------------------- |
| 1992–1993 | SC Freiburg              | MSV Duisburg             | VfB Leipzig            |
| 1993–1994 | VfL Bochum               | Bayer 05 Uerdingen       | TSV 1860 München       |
| 1994–1995 | FC Hansa Rostock         | FC St. Pauli             | Fortuna Düsseldorf     |
| 1995–1996 | VfL Bochum               | Arminia Bielefeld        | MSV Duisburg           |
| 1996–1997 | 1. FC Kaiserslautern     | VfL Wolfsburg            | Hertha BSC             |
| 1997–1998 | Eintracht Frankfurt      | SC Freiburg              | 1. FC Nürnberg         |
| 1998–1999 | Arminia Bielefeld        | SpVgg Unterhaching       | SSV Ulm 1846           |
| 1999–2000 | 1. FC Köln               | VfL Bochum               | FC Energie Cottbus     |
| 2000–2001 | 1. FC Nürnberg           | Borussia Mönchengladbach | FC St. Pauli           |
| 2001–2002 | Hannover 96              | Arminia Bielefeld        | VfL Bochum             |
| 2002–2003 | SC Freiburg              | 1. FC Köln               | Eintracht Frankfurt    |
| 2003–2004 | 1. FC Nürnberg           | Arminia Bielefeld        | 1. FSV Mainz 05        |
| 2004–2005 | 1. FC Köln               | MSV Duisburg             | Eintracht Frankfurt    |
| 2005–2006 | VfL Bochum               | Alemannia Aachen         | FC Energie Cottbus     |
| 2006–2007 | Karlsruher SC            | FC Hansa Rostock         | MSV Duisburg           |
| 2007–2008 | Borussia Mönchengladbach | TSG 1899 Hoffenheim      | 1. FC Köln             |
| 2008–2009 | SC Freiburg              | 1. FSV Mainz 05          | 1. FC Nürnberg         |
| 2009–2010 | 1. FC Kaiserslautern     | FC St. Pauli             | FC Augsburg            |
| 2010–2011 | Hertha BSC               | FC Augsburg              | VfL Bochum             |
| 2011–2012 | SpVgg Greuther Fürth     | Eintracht Frankfurt      | Fortuna Düsseldorf     |
| 2012–2013 | Hertha BSC               | Eintracht Braunschweig   | 1. FC Kaiserslautern   |
| 2013–2014 | 1. FC Köln               | SC Paderborn 07          | SpVgg Greuther Fürth   |
| 2014–2015 | FC Ingolstadt 04         | SV Darmstadt 98          | Karlsruher SC          |
| 2015–2016 | SC Freiburg              | RB Leipzig               | 1. FC Nürnberg         |
| 2016–2017 | VfB Stuttgart            | Hannover 96              | Eintracht Braunschweig |
| 2017–2018 | Fortuna Düsseldorf       | 1. FC Nürnberg           | Holstein Kiel          |
| 2018–2019 | 1. FC Köln               | SC Paderborn 07          | 1. FC Union Berlin     |
| 2019–2020 | Arminia Bielefeld        | VfB Stuttgart            | 1. FC Heidenheim       |
| 2020–2021 | VfL Bochum               | Greuther Fürth           | Holstein Kiel          |
| 2021–2022 | Schalke 04               | Werder Bremen            | Hamburger SV           |
| 2022–2023 | 1. FC Heidenheim         | Darmstadt 98             | Hamburger SV           |
| 2023–2024 | FC St. Pauli             | Holstein Kiel            | Fortuna Düsseldorf     |
| 2024–2025 | 1. FC Köln               | Hamburger SV             | SV Elversberg          |

## Gólkirályok

### 1974–1981 között
| Szezon    | Játékos             | Klub              | Gólok |
| --------- | ------------------- | ----------------- | ----- |
| 1974–1975 | Volker Graul        | Arminia Bielefeld | 28    |
| 1975–1976 | Norbert Stolzenburg | TB Berlin         | 27    |
| 1976–1977 | Franz Gerber        | FC St. Pauli      | 27    |
| 1977–1978 | Horst Hrubesch      | Rot-Weiß Essen    | 42    |
| 1978–1979 | Karl-Heinz Mödrath  | Fortuna Köln      | 28    |
| 1979–1980 | Christian Sackewitz | Arminia Bielefeld | 35    |
| 1980–1981 | Frank Mill          | Rot-Weiß Essen    | 40    |

| Szezon    | Játékos             | Klub                | Gólok |
| --------- | ------------------- | ------------------- | ----- |
| 1974–1975 | Bernd Hoffmann      | Karlsruher SC       | 25    |
| 1975–1976 | Karl-Heinz Granitza | Röchling Völklingen | 29    |
| 1976–1977 | Lothar Emmerich     | FV Würzburg 04      | 24    |
| 1977–1978 | Emanuel Günther     | Karlsruher SC       | 27    |
| 1978–1979 | Eduard Kirschner    | SpVgg Fürth         | 33    |
| 1979–1980 | Emanuel Günther     | Karlsruher SC       | 29    |
| 1980–1981 | Horst Neumann       | SV Darmstadt 98     | 26    |

### 1981–1991 között
| Szezon    | Játékos                | Klub                     | Gólok |
| --------- | ---------------------- | ------------------------ | ----- |
| 1981–1982 | Rudi Völler            | TSV 1860 München         | 37    |
| 1982–1983 | Dieter Schatzschneider | Fortuna Köln Hannover 96 | 31    |
| 1983–1984 | Roland Wohlfarth       | MSV Duisburg             | 30    |
| 1984–1985 | Manfred Burgsmüller    | Rot-Weiß Oberhausen      | 29    |
| 1985–1986 | Leo Bunk               | Blau-Weiß 90 Berlin      | 26    |
| 1986–1987 | Siegfried Reich        | Hannover 96              | 26    |
| 1987–1988 | Souleyman Sané         | SC Freiburg              | 21    |
| 1988–1989 | Sven Demandt           | Fortuna Düsseldorf       | 35    |
| 1989–1990 | Maurice Banach         | SG Wattenscheid 09       | 21    |
| 1990–1991 | Michael Tönnies        | MSV Duisburg             | 29    |

### 1991–1992
| Szezon    | Játékos      | Klub          | Gólok |
| --------- | ------------ | ------------- | ----- |
| 1991–1992 | Radek Drulák | VfB Oldenburg | 21    |

| Szezon    | Játékos        | Klub              | Gólok |
| --------- | -------------- | ----------------- | ----- |
| 1991–1992 | Michael Preetz | 1. FC Saarbrücken | 16    |

### 1992–től
| Szezon    | Játékos                                         | Klub                                       | Gólok |
| --------- | ----------------------------------------------- | ------------------------------------------ | ----- |
| 1992–1993 | Siegfried Reich                                 | VfL Wolfsburg                              | 27    |
| 1993–1994 | Uwe Wegmann                                     | VfL Bochum                                 | 22    |
| 1994–1995 | Jürgen Rische                                   | VfB Leipzig                                | 18    |
| 1995–1996 | Fritz Walter                                    | Arminia Bielefeld                          | 21    |
| 1996–1997 | Angelo Vier                                     | Rot-Weiß Essen                             | 18    |
| 1997–1998 | Angelo Vier                                     | FC Gütersloh                               | 18    |
| 1998–1999 | Bruno Labbadia                                  | Arminia Bielefeld                          | 28    |
| 1999–2000 | Tomislav Marić                                  | Stuttgarter Kickers                        | 21    |
| 2000–2001 | Olivier Djappa                                  | SSV Reutlingen                             | 18    |
| 2000–2001 | Artur Wichniarek                                | Arminia Bielefeld                          | 18    |
| 2001–2002 | Artur Wichniarek                                | Arminia Bielefeld                          | 20    |
| 2002–2003 | Andrij Voronyin                                 | 1. FSV Mainz 05                            | 20    |
| 2003–2004 | Francisco Copado                                | SpVgg Unterhaching                         | 18    |
| 2003–2004 | Marek Mintál                                    | 1. FC Nürnberg                             | 18    |
| 2004–2005 | Lukas Podolski                                  | 1. FC Köln                                 | 24    |
| 2005–2006 | Christian Eigler                                | SpVgg Greuther Fürth                       | 18    |
| 2006–2007 | Giovanni Federico                               | Karlsruher SC                              | 19    |
| 2007–2008 | Milivoje Novakovič                              | 1. FC Köln                                 | 20    |
| 2008–2009 | Benjamin Auer                                   | Alemannia Aachen                           | 16    |
| 2008–2009 | Cedric Makiadi                                  | MSV Duisburg                               | 16    |
| 2008–2009 | Marek Mintál                                    | 1. FC Nürnberg                             | 16    |
| 2009–2010 | Michael Thurk                                   | FC Augsburg                                | 23    |
| 2010–2011 | Nils Petersen                                   | FC Energie Cottbus                         | 25    |
| 2011–2012 | Alexander Meier                                 | Eintracht Frankfurt                        | 17    |
| 2011–2012 | Olivier Occean                                  | SpVgg Greuther Fürth                       | 17    |
| 2011–2012 | Nick Proschwitz                                 | SC Paderborn 07                            | 17    |
| 2012–2013 | Domi Kumbela                                    | Eintracht Braunschweig                     | 19    |
| 2013–2014 | Mahir Sağlık Jakub Sylvestr                     | SC Paderborn 07 FC Erzgebirge Aue          | 15    |
| 2014–2015 | Rouwen Hennings                                 | Karlsruher SC                              | 17    |
| 2015–2016 | Simon Terodde                                   | VfL Bochum                                 | 25    |
| 2016–2017 | Simon Terodde                                   | VfB Stuttgart                              | 25    |
| 2017–2018 | Marvin Ducksch                                  | Holstein Kiel                              | 18    |
| 2018–2019 | Simon Terodde                                   | 1. FC Köln                                 | 29    |
| 2019–2020 | Fabian Klos                                     | Arminia Bielefeld                          | 21    |
| 2020–2021 | Serdar Dursun                                   | Darmstadt 98                               | 27    |
| 2021–2022 | Simon Terodde                                   | Schalke 04                                 | 30    |
| 2022–2023 | Tim Kleindienst                                 | 1. FC Heidenheim                           | 25    |
| 2023–2024 | Robert Glatzel Haris Tabaković Krísztosz Cólisz | Hamburger SV Hertha BSC Fortuna Düsseldorf | 22    |
| 2024–2025 | Davie Selke                                     | Hamburger SV                               | 22    |

## Legsikeresebb csapatok
| #  | Klub                 | Címek |
| -- | -------------------- | ----- |
| 1  | 1. FC Köln           | 5     |
| 2  | 1. FC Nürnberg       | 4     |
| 2  | SC Freiburg          | 4     |
| 2  | Arminia Bielefeld    | 4     |
| 5  | Hannover 96          | 3     |
| 5  | Karlsruher SC        | 3     |
| 5  | VfL Bochum           | 3     |
| 5  | Hertha BSC           | 3     |
| 5  | FC Schalke 04        | 3     |
| 10 | 1. FC Saarbrücken    | 2     |
| 10 | SV Darmstadt 98      | 2     |
| 10 | 1. FC Kaiserslautern | 2     |
| 10 | VfB Stuttgart        | 2     |
| 10 | Fortuna Düsseldorf   | 2     |

## A bajnokságban legtöbbször szerepelt játékosok
| #  | Név               | Klub              | Mérk. |
| -- | ----------------- | ----------------- | ----- |
| 1  | Willi Landgraf    | Alemannia Aachen  | 508   |
| 2  | Joaquin Montanes  | Alemannia Aachen  | 479   |
| 3  | Karl-Heinz Schulz | SC Freiburg       | 463   |
| 4  | Hans Wulf         | KSV Hessen Kassel | 440   |
| 5  | Wolfgang Krüger   | Union Solingen    | 428   |
| 6  | Hans-Jürgen Gede  | Fortuna Köln      | 416   |
| 7  | Andreas Helmer    | SV Meppen         | 411   |
| 8  | Gerd Paulus       | Kickers Offenbach | 407   |
| 9  | Oliver Posniak    | SV Darmstadt 98   | 403   |
| 10 | Dirk Hupe         | Fortuna Köln      | 399   |

## A bajnokságban legtöbb gólt szerző játékosok
| # | Név                    | Klub              | Gól |
| - | ---------------------- | ----------------- | --- |
| 1 | Simon Terodde          | VfL Bochum        | 172 |
| 2 | Dieter Schatzschneider | Hannover 96       | 154 |
| 3 | Karl-Heinz Mödrath     | Fortuna Köln      | 150 |
| 4 | Theo Gries             | Hertha BSC        | 123 |
| 5 | Sven Demandt           | 1. FSV Mainz 05   | 121 |
| 6 | Walter Krause          | Kickers Offenbach | 120 |
| 7 | Daniel Jurgeleit       | Union Solingen    | 117 |
| 8 | Gerd-Volker Schock     | VfL Osnabrück     | 116 |
| 9 | Franz Gerber           | FC St. Pauli      | 115 |
| = | Paul Linz              | VfL Osnabrück     | 115 |

## Egyéb rekordok
Utoljára frissítve: a 2009–2010-es szezon téli szünetében
- Az SC Fortuna Köln töltötte el a leghosszabb időszakot a 2. Bundesligában. 2000-ig 26 éven át szerepelt a másodosztályban anélkül, hogy egyszer is kiesett volna. A jelenlegi csúcstartó az SpVgg Greuther Fürth, amely az 1997–1998-as idény óta már 13 éve játszik a második vonalban megszakítás nélkül.
- Az Alemannia Aachen gyűjtötte a legtöbb pontot. 1974 óta 1381 pontot szerzett 963 másodosztályú mérkőzésen. Őt követi a Fortuna Köln a 970 mérkőzés alatt megszerzett 1376 egységgel, valamint a Stuttgarter Kickers a 864 találkozón elért 1264 pontjával.
- A legjobb teljesítményt a Hannover 96 tudhatja magáénak a 2001–2002-es szezonban elért 22 győzelmével, 9 döntetlenjével és mindössze 3 vereségével.
- Az egy idény alatt szerzett legtöbb gól Horst Hrubesch nevéhez fűződik, aki a Rot-Weiß Essen labdarúgójaként 42 találattal lett gólkirály az 1977–1978-as bajnokságban.
- A Hertha BSC szerezte a legtöbb gól egy szezonon belül (1980–1981-ben 123 gólt értek el).[3]
- A Karlsruher SC a 2006–2007-es idényben mind a 34 fordulóban feljutó helyen szerepelt.
- A 2. Bundesligában legtöbbször szerepelt játékos Willi Landgraf, aki 508 mérkőzésen lépett pályára a Rot-Weiß Essen (119), az FC 08 Homburg (107), az FC Gütersloh (94) és az Alemannia Aachen (188) színeiben. Landgraf soha sem játszott a Bundesliga 1-ben, azonban másodosztályú játékosként mégis szerepelt az UEFA-kupában a 2004–2005-ös kiírásban.
- A legnagyobb arányú győzelmet a Bundesliga 2-ben az Arminia Bielefeld érte el, amikor az 1979–1980-as szezonban 11–0-ra győzte le az Arminia Hannovert. További négy olyan másodosztályú mérkőzés van, amelynél szintén kétszámjegyű gólt ért el az egyik csapat. 1974–1975-ben az FC St. Pauli 10–2-re verte a VfL Wolfsburgot, míg 1979–1980-ban a Freiburger FC szintén 10–2 arányban nyert az FV 04 Würzburg ellen. 10–1-es végerdményt hozott az FC Bayern Hof és a BSV 07 Schwenningen találkozása (1976–1977). 10–0-s győzelmet aratott a Karlsruher SC az ESV Ingolstadt elleni bajnokin (1979–1980). A Bundesliga 2 1981-es egyesítése óta a legnagyobb arányú győzelmet a Hansa Rostock aratta a 2008–2009-es szezonban a TuS Koblenz 9–0-s legyőzésével. Öt alkalommal született 8–0-s végeredmény, az SV Waldhof Mannheim a BV Lüttringhausen (1982–1983) ellen, a Hannover 96 a Karlsruher SC (1986–1987) ellen, az SV Darmstadt 98 az FSV Salmrohr (1986–1987) ellen, a Stuttgarter Kickers az SSV Ulm 1846 (1987–1988) ellen és az SpVgg Unterhaching az 1. FC Saarbrücken (2000–2001) ellen nyert ilyen arányban.
- A legtöbb gólt hozó mérkőzést az 1. FC Kaiserslautern játszotta az SV Meppen ellen az 1996–1997-es idény 34. fordulójában. A találkozó 7–6-os eredménnyel ért véget.

## A 2. Bundesliga csapatainak európai kupaszereplése
5 alkalommal szerepeltek a Bundesliga 2 csapatai az európai kupaporondon.
- A DFV 1991-es DFB-be való beolvadása után 1991–1992-ben a korábbi DDR-Oberligás FC Rot-Weiß Erfurt és Hallescher FC vett részt az UEFA-kupában. A Halle az első fordulóban a Torpedo Moszkva ellen mérkőzött, míg az Erfurt a második körig jutott, ahol az AFC Ajax csapatával találkozott.
- 1992–1993-ban a Hannover 96 a DFB-Pokal címvédőjeként indulhatott a kupagyőztesek Európa-kupájában. Ott rögtön a címvédő német Werder Bremen ellen játszott az első körben, előbb 3–1-re kapott ki, majd 2–1-re nyert.
- 1996–1997-ben a német kupagyőztes 1. FC Kaiserslautern a kupagyőztesek Európa-kupájában indulhatott. A második fordulóban az FK Crvena zvezda ellen 1–0-s és 0–4-es eredményt ért el.
- 2001–2002-ben az UEFA-kupába kvalifikálta magát a másodosztályú 1. FC Union Berlin, amely a kupadöntőben a Schalke 04 ellen játszott, s mivel a Schalke a bajnokságban kiharcolta az UEFA-bajnokok ligája indulást, így a kupagyőztes jogán szerepelhettek. Az első fordulóban a finn Valkeakosken Haka ellen továbbjutott, majd a második körben a bolgár Litex Lovecs ellen esett ki.
- 2004–2005-ben az Alemannia Aachen szintén alsóbb osztályú csapatként vett részt az UEFA-kupában, miután a német kupafináléban a Werder Bremen ellen játszott, amely bajnokként indulási jogot szerzett a bajnokok ligájában. Az Aachen az FH Hafnarfjörður ellen játszott az első körben, majd onnan továbbjutva a csoportkörben a Lille OSC és az AÉK legyőzésével bejutott a legjobb 32 csapat közé. Az AZ Alkmaar ellen 0–0 és 1–2 után esett ki.

## Lásd még
- Német labdarúgó-bajnokság (első osztály)
- Német labdarúgókupa
- Német labdarúgó-szuperkupa
- Keletnémet labdarúgó-bajnokság (első osztály)

## Külső hivatkozások
- Hivatalos honlap Archiválva 2012. augusztus 8-i dátummal a Wayback Machine-ben (angolul)
- DFB – Deutscher Fussball Bund (Német Labdarúgó-szövetség) (németül)
- Kicker.de (németül)
- fussballdaten.de (németül)
- worldfootball.net (angolul)
- transfermarkt.de (németül)